# 柳一鎬
柳一鎬（：／ Yoo Il-Ho，1955年3月30日—），韓國的政治人物，曾擔任经济副总理及代理總理。

## 生平
柳一鎬中學就讀京畿高等學校，後進入首爾大學經濟系取得學士學位，1984年及1989年在宾夕法尼亚大学分別取得經濟學碩士與博士學位。
2008年，參選韓國國會選舉首爾松坡區議員當選而進入政壇。
2016年1月，擔任大韓民國經濟副總理。
2017年5月，出任代理總理。

## 外部連結
| 議會席位      | 議會席位                                                   | 議會席位        |
| ------------- | ---------------------------------------------------------- | --------------- |
| 前任： 朴啟東 | 韓國國會首爾松坡區議員乙 2008年5月30日－2016年5月29日      | 繼任： 崔明吉   |
| 韓國政府职务  |                                                            |                 |
| 前任： 徐昇煥 | 韓國國土交通部長官 2015年3月16日－2015年11月11日           | 繼任： 姜鎬人   |
| 前任： 黃教安 | 韩国国务总理 代理 2017年5月11日－ 2017年5月31日            | 繼任： 李洛淵   |
| 前任： 崔炅煥 | 韓國經濟副總理兼企划财政部長官 2016年1月13日－2017年6月9日 | 繼任者： 金東兗 |